# Conteo (canción)
Conteo es el segundo sencillo de Don Omar extraído de su álbum King of Kings. Formó parte de la banda sonora de la película The Fast and the Furious: Tokyo Drift,  y fue la primera canción que se tocó durante los créditos finales. En la versión del álbum presenta al rapero Juelz Santana, pero en la versión cinematográfica no se incluye el verso de Santana.

## Vídeo musical
El video del single presenta a Don Omar y escenas intercaladas de la película Tokyo Drift. El video aparece en el DVD de The Fast and the Furious: Tokyo Drift, así como en el DVD del álbum de relanzamiento de King of Kings: Armageddon Edition.

## Recepción
El sencillo fue banda sonora de la película The Fast and the Furious: Tokyo Drift en 2006, fue grabado en Los Angeles, California en Estados Unidos, dirigido por Jessie Terrero generando millones de dólares.

## Versiones oficiales
Conteo solo tiene dos versiones oficiales, apareciendo en diferentes álbumes.
- Hay una versión que canta Don Omar sin Juelz Santana, y es la versión que promociona The Fast and the Furious: Tokyo Drift y la banda sonora.[4][1]
- La versión con Don Omar y Juelz Santana aparece en King of Kings.

## Posiciones en carteleras
| (2006)                       | Posición más alta |
| ---------------------------- | ----------------- |
| EE. UU. Ritmo latino Airplay | 36                |
| Venezuela (National-Report)  | 4                 |